# Михайлівка (Хмельницький район)
Миха́йлівка (кол. назва Михампіль, Міхамполь, пол. Michałpol) — село в Україні, у Розсошанській сільській громаді Хмельницького району Хмельницької області. Населення становить 602 осіб. До 1923 року — центр Михампільської волості, з 1923 по 1959 рік — райцентр.

## Назва
У Словнику географічному Королевства Польського згадуються давні назви містечка Міхал чи Міхалок (пол. Mihal, Michaloc). До квітня 1946 року — Михампіль (Михамполь, Міхамполь), з 1946 року — Михайлівка.

## Географія
Село розташоване на високому місці на обох берегах річки Вовчок, яка утворює тут велике озеро. Відстань до обласного центру 28 км (автошлях Т 2305). До найближчої залізничної станції Коржівці на лінії Жмеринка — Хмельницька 17 км.

## Історія

### Давні часи
На території села виявлено залишки поселення трипільської культури (III тисячоліття до н. е.) та сліди черняхівського поселення.
Колись село було укріпленим містом із замком. Залишки кам'яного замку зберігались у Михалполі до першої половини XIX століття.

### У складі Речі Посполитої та Російської імперії
8 березня 1605 року на прохання спадкоємців засновника Михалпіля Станіслава Станіславського, підкоморія коронного, король Зигмунт III своїм привілеєм надав місту магдебурзьке право. Тоді ж місту було надано герб.
Своїм привілеєм Зигмунт III встановив три ярмарки на рік та базари щочетверга.
В середині XVIII століття Михалпіль став одним із найбільших містечок Летичівського повіту. Тоді ж у ньому влаштувалася юдейська громада Орієнтовно у 1760 році була побудована дерев'яна дубова синагога.
1743 року в Михалполі було збудовано дерев'яну каплицю на честь Діви Марії та Михаїла Архангела за сприяння власника поселення Міхала Жевуського.
У 1776 році місто було у власності сина Міхала Казимира Жевуського, писаря коронного, відомого дуелянта та музиканта. На той час тут було не більше як 93 будинки.
У 1780 власником Міхалпіля став Гжегож Ворсель, каштелян галицький. За його проханням король Станіслав Август надав місту ще три ярмарки.
У Ворселя Михалпіль викупив Теодор Віслоцький, королівський шамбелан, який у 1824 році почав будувати на місці давнього дерев'яного костелу новий мурований. Будівництво закінчив його син, Важинець. Костел був освячений 1837 року єпископом Мацкевичем на честь святого Кіліана.
Незабаром, однак, маєток було розділено і власником став Людвік Косельський.
В 1880 році тут відкрилося однокласне початкове народне училище.
У 1885 році бувше власницьке та державне містечко Міхалпіль було центром волості, налічувало 168 дворів, 1851 жителя (з них 1254 євреї), волосне правління, поліцейський відділок, православну церкву, костел, синагогу, єврейський молитвений дім, школу, сім магазинів, базар (кожні два тижні), три майстерні з виділки шкір, свічний завод, пивзавод, лісопилку.
В кінці XIX столітті у містечку відкрили земську лікарню на 10 ліжок.
До Михалпільської волості належали села Видошня, Загінці, Маниківці, Слобідка Михалковецька, Мазники та ін. — всього 19 староств, 12 514 мешканців. До парафії РКЦ належали села Видошня, Загінці та ін. Всього римо-католиків 1360 душ (1883 рік). Православна церква на честь Пресвятої Богородиці мала 1500 парафіян та 33 десятини землі.
У 1898 році містечко частково перебувало у власності дворянина Люблінської губернії Маріана Мечиславовича Баранецького (онука Косельського), частково належало дворянину Подольської губернії Михаїлу Івановичу Стокальскому, який проживав у Михалпілі.

### За часів Української революції та у складі СРСР
На кінець 31 липня 1919 року містечко Михальполь перебувало в руках більшовиків. В районі містечка Жидівський курінь УГА після кількох перестрілок перейшов в атаку, захопив Михальпіль, взяв у полон майже увесь гарнізон.
В 1922—1923 роках в артілях та майстернях Михалпіля шили одяг, взуття, виробляли конопляні тканини, бляшаний посуд тощо. Тут було багато столярів, бондарів, стельмахів, ковалів.
До 1923 року — містечко Летичівського повіту Подільської губернії.
У 1924 році в Михалпілі відкрито семирічну школу.
1927 року у селі створено два товариства спільного обробітку землі (ТСОЗ), які у 1929 році були переведені в статус сільськогосподарської артілі. Після примусової колективізації та створення колгоспів на початку 1930-го переважна більшість бідняків і середняків вступила до колгоспів «Заповіт Ілліча», ім. Будьонного та «П'ятирічку за чотири роки».
В 1930-х роках у Михалполі було створено єврейський колгосп.
Станом на 10 червня 1932 року у Михалпільському районі було створено 33 колгоспи, до яких перейшло 4280 господарств з 7173. Станом на 17 липня 1932 року, за даними Вінницького обласного відділу ДПУ, у Михалпільському районі було подано 600 заяв на вихід з колгоспу. Причина — голод. З доповідної записки начальника Вінницького обласного відділу ДПУ В. Левоцького секретарю Вінницького обкому КП(б)У М. Алексєєву: «В м. Михалполе того же района, 29 июня сего года группой колхозников до 70 человек разобрано из колхоза 21 лошадь, 5 плугов и 2 телеги. Разбор имущества сопровождался массовым выходом из колхоза и требованиями выдачи хлеба».
В 1928 році відкрито ще одну семирічну школу, яку 1934 року перетворено на середню. У 1937 році відкрито вечірню школу.
У 1940 році запрацювала електростанція.
Незабаром після початку війни між СРСР та Німеччиною, 12 липня 1941 року, Михалпіль був зайнятий німецькими військами. У період Другої світової війни при німцях у містечку діяла Міхалпільська районна управа, а також жандармерія та комендатура. Восени 1941 року і в 1942 році тут було розстріляно 662 мирних жителі, 172 людини було відправлено на примусові роботи до Німеччини.
26 березня 1944 року в результаті Проскурівсько-Чернівецької операції Михалпіль був зайнятий 1-м Українським фронтом Радянської армії.
В 1944 році було відбудовано приміщення колгоспних ферм, майстерні машинно-тракторної станції, створено слюсарню і ливарню.
1950 року колгоспи «П'ятирічку за чотири роки!», ім. Будьонного і «Заповіт Ілліча» об'єднали в один — ім. Будьонного (з 1957 року «Заповіт Ілліча»). Колгосп займався тваринництвом, птахівництвом, рибоводством, бджолярством.
На початку 1970-х років у селі проживало 1125 осіб. Сільраді були підпорядковані села Видошня, Іванівка, Королівка, Лука і Микитинці.

## Наш час
Римо-католицький костел святого Кіліана за часів СРСР був перебудований та перетворений на клуб. У 1992 році святиню повернули віруючим. Наразі тут розміщений Костел Матері Божої Святого Скапулярію.
Також у селі діє православна релігійна громада Свято-Успенської парафії с. Михайлівка Ярмолинецького р-ну (ПЦУ)

## Символіка
Затверджена рішенням сесії сільської ради. Автор — А. Б. Гречило.

### Герб
В золотому полі напнутий чорний лук з червоною тятивою і чорною стрілою, яка має червоне вістря, обернений догори. Щит вписаний в золотий декоративний картуш і увінчаний червоною мурованою короною.

### Прапор
На синьому квадратному полотнищі жовтий вписаний квадрат, на якому напнутий чорний лук з червоною тятивою і чорною стрілою, яка має червоне вістря, обернений догори

## Персоналії
- В селі проживав і навчався в сільській школі поет-воїн Леонід Левицький, який народився в с. Миньківці на Житомирщині.[13]
- Флаксемберг Аркадій Семенович — заслужений лікар України (2003). Начальник управління охорони здоров'я Хмельницької обласної державної адміністрації (2004—2005), головний лікар Хмельницької обласної лікарні. Народився 06.09.1950 р. в с. Михайлівка. В 1976 р. закінчив Чернівецький державний медінститут.

## Світлини

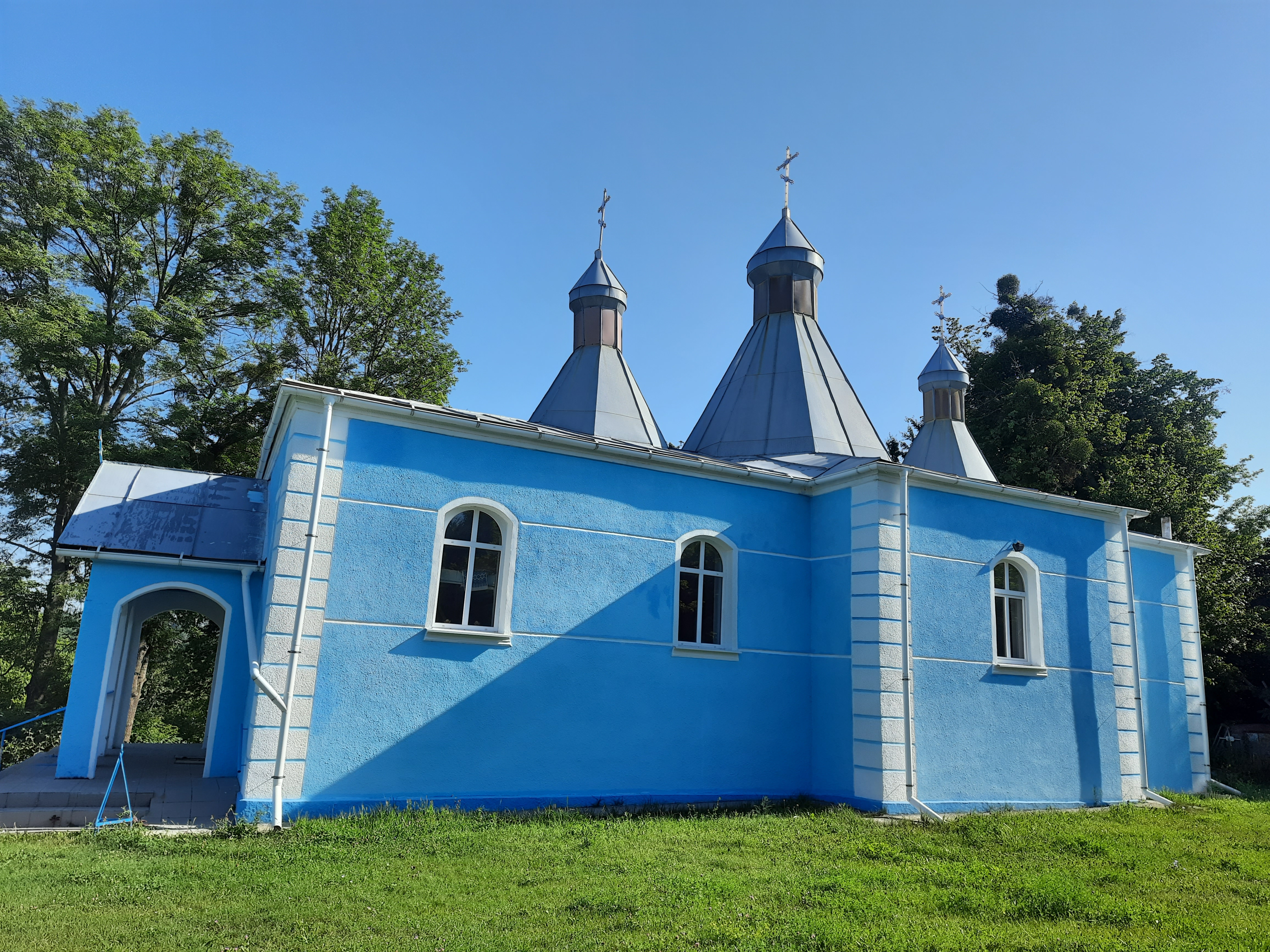
Свято-Успенська церква
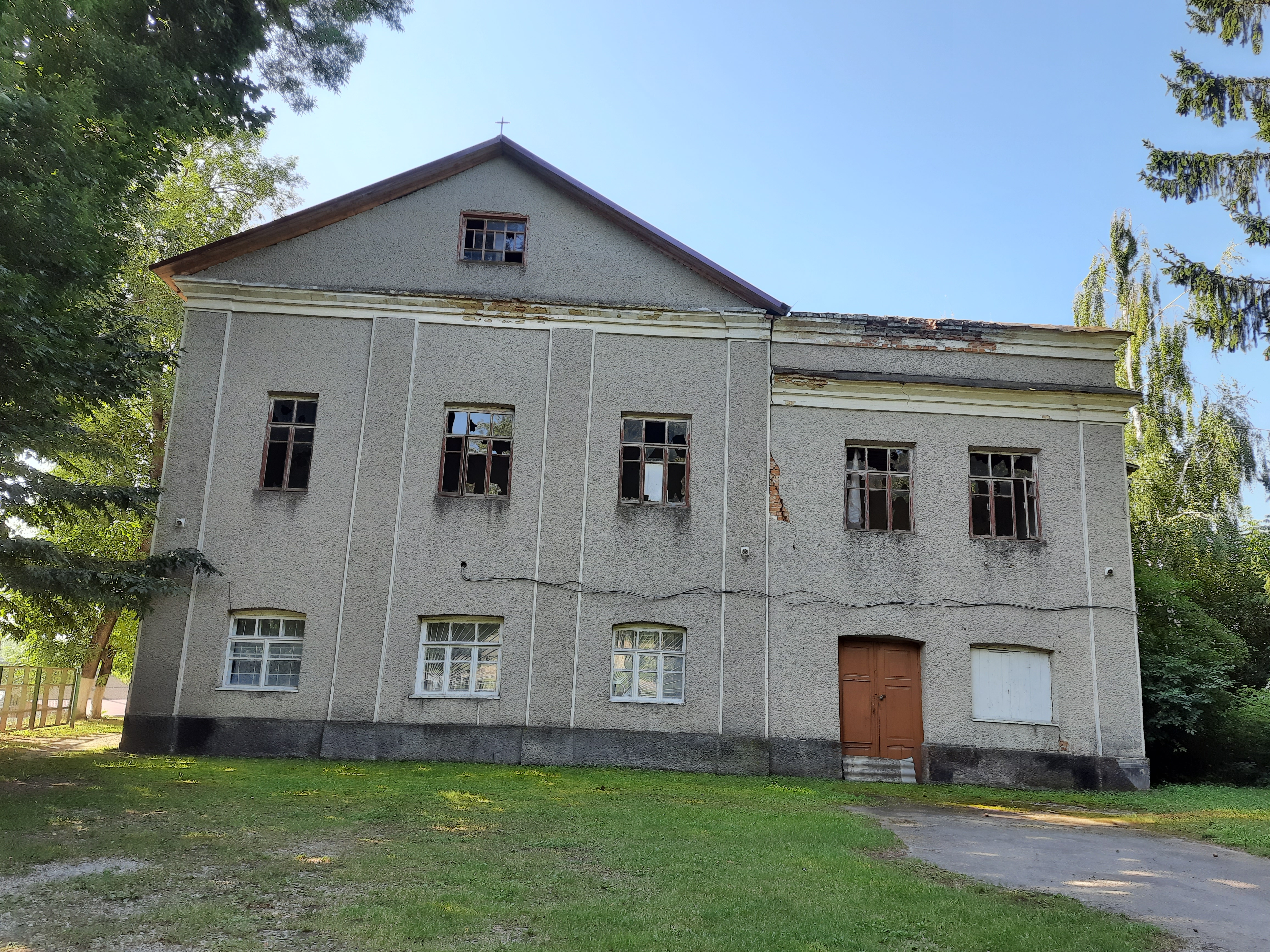
Костел Матері Божої Святого Скапулярію.
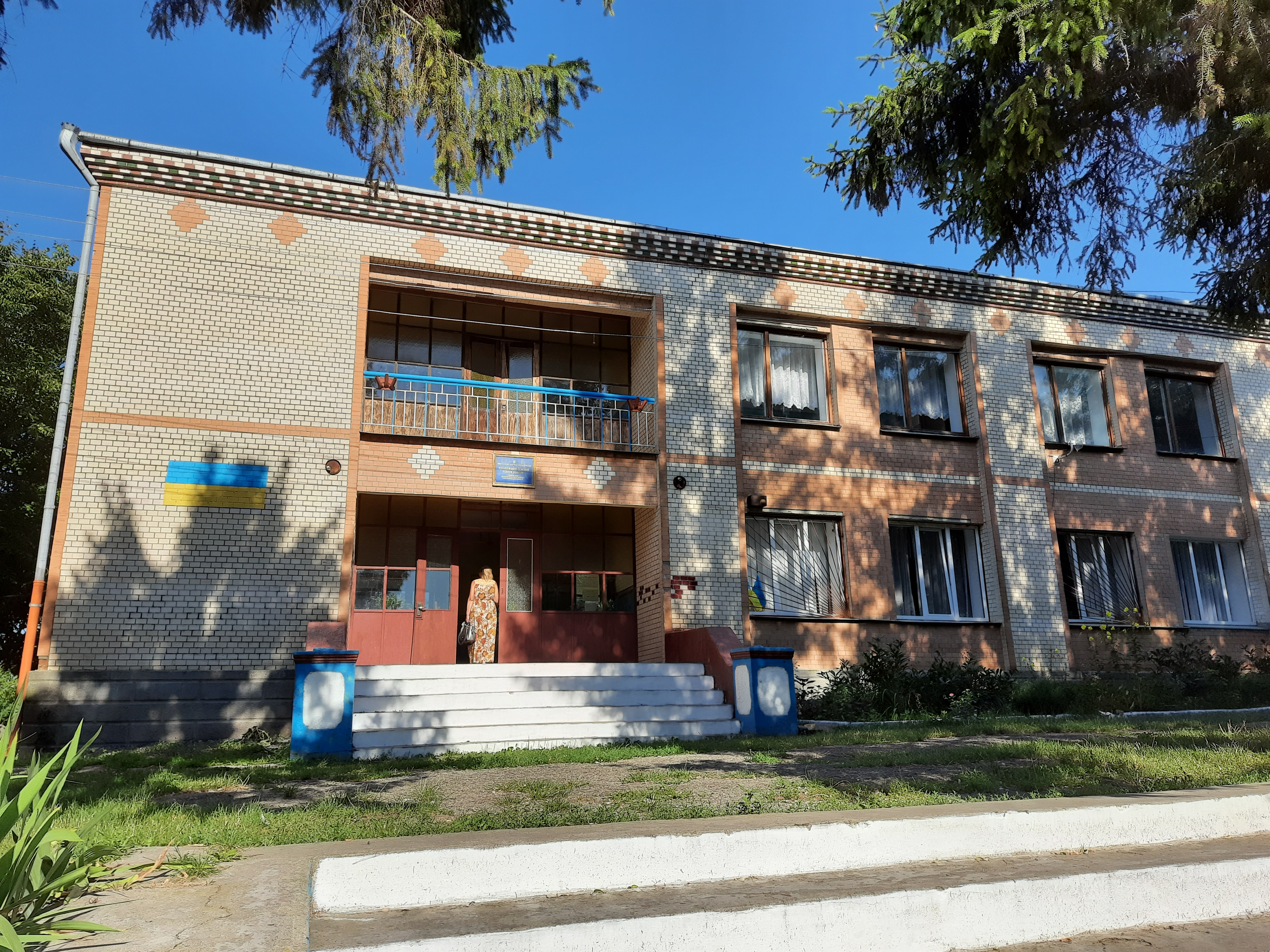
Будинок культури
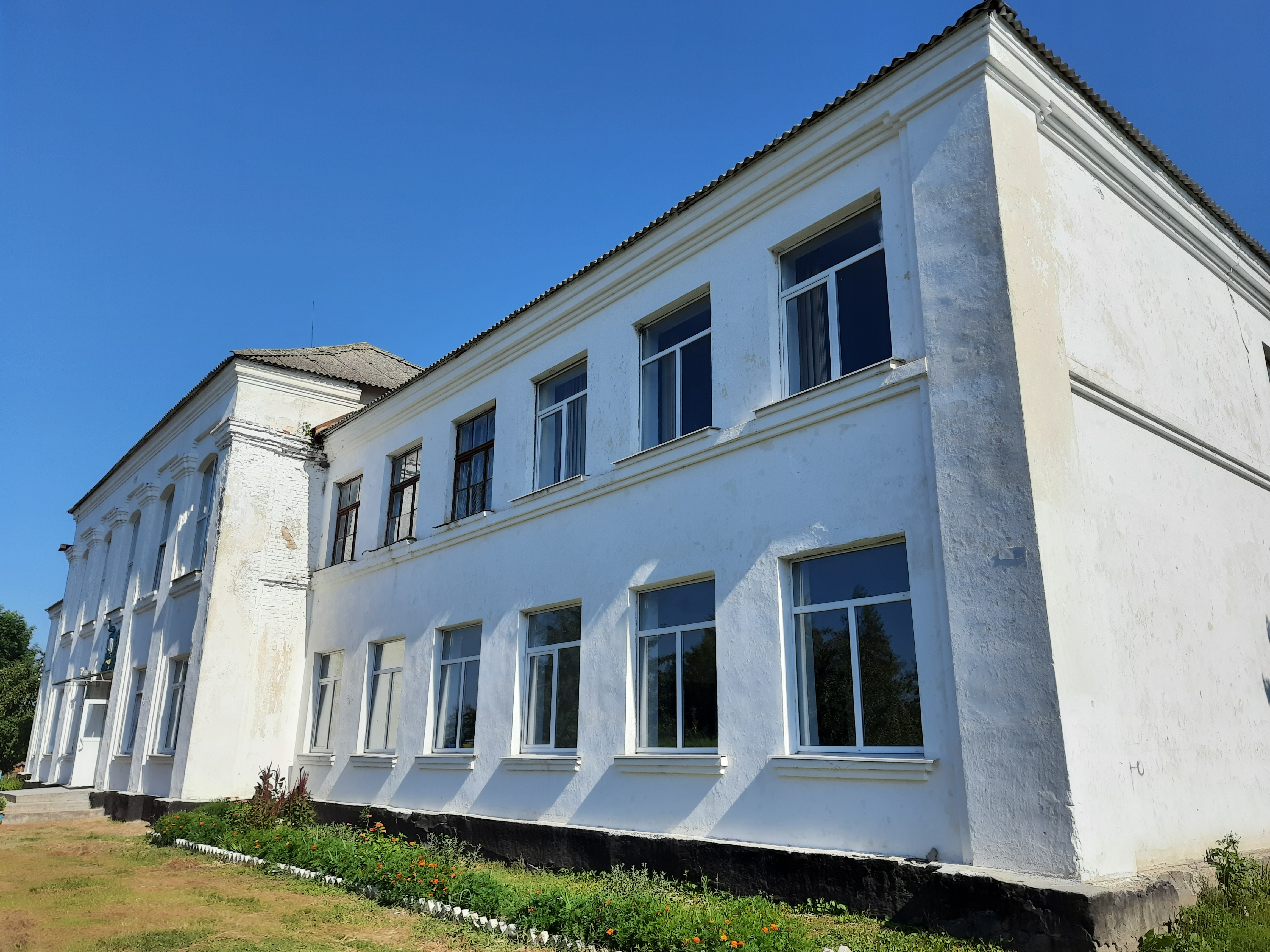
Школа
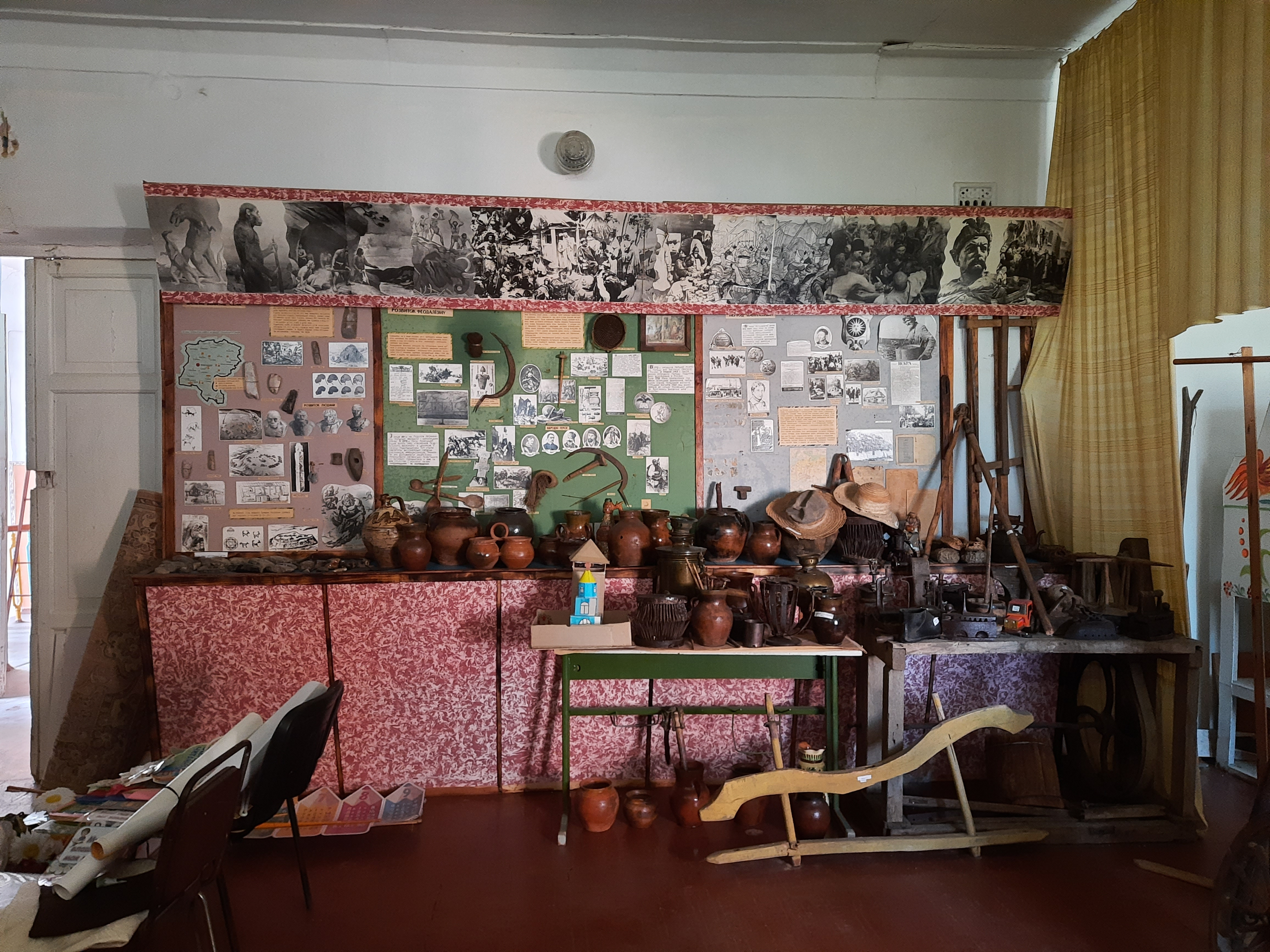
Музейна кімната в школі.
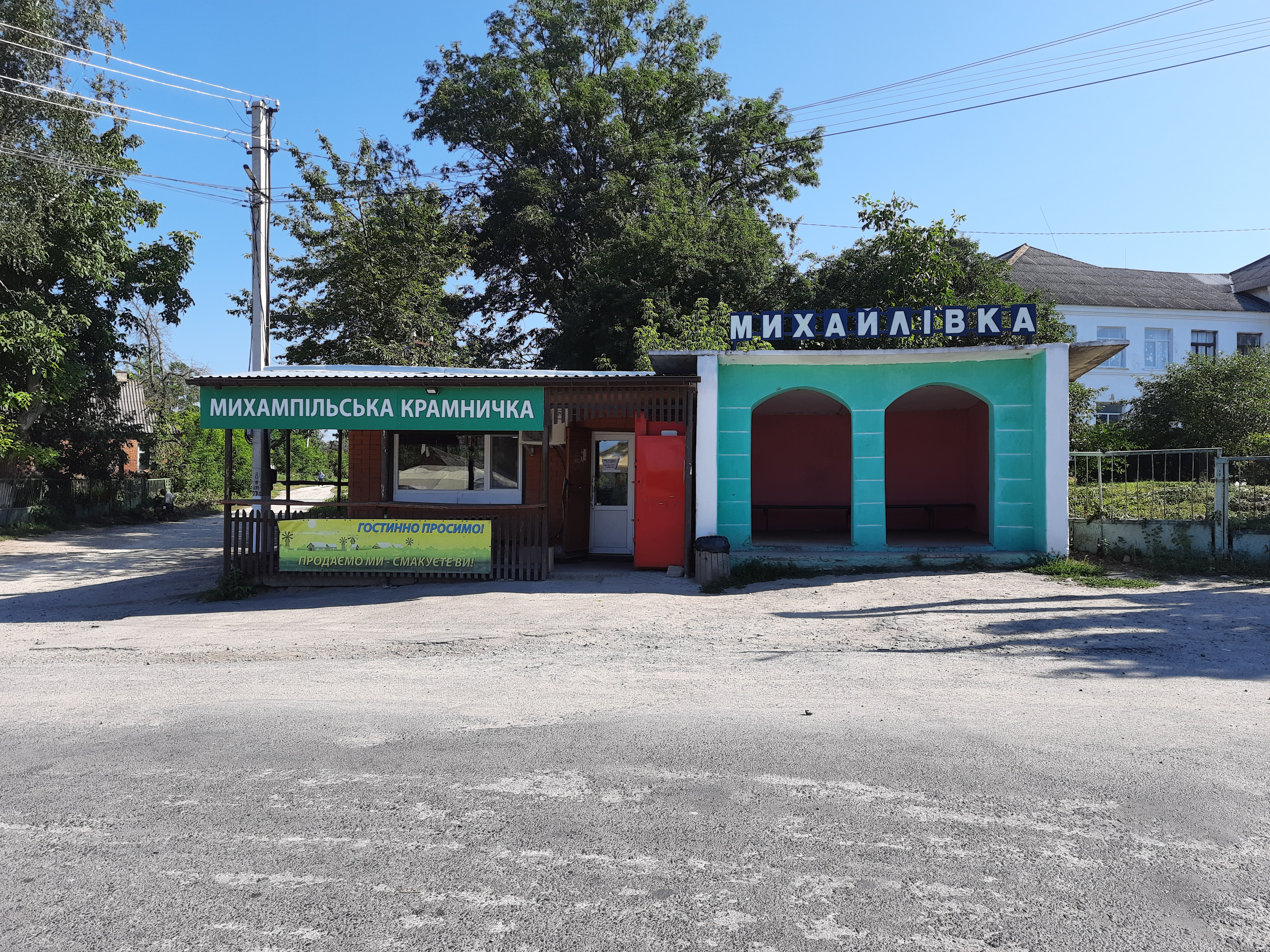
Автобусна зупинка.
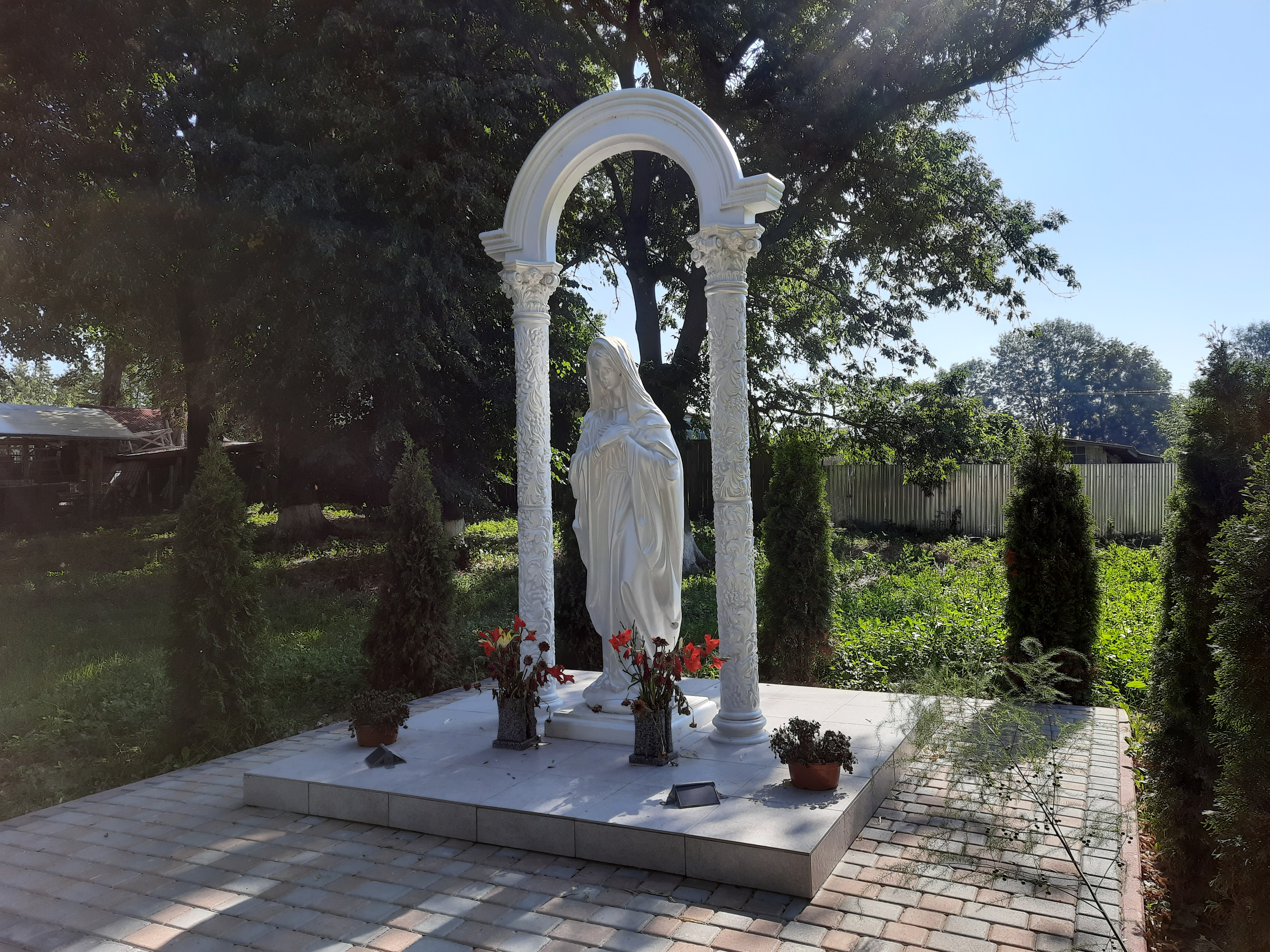
Статуя Божої Матері
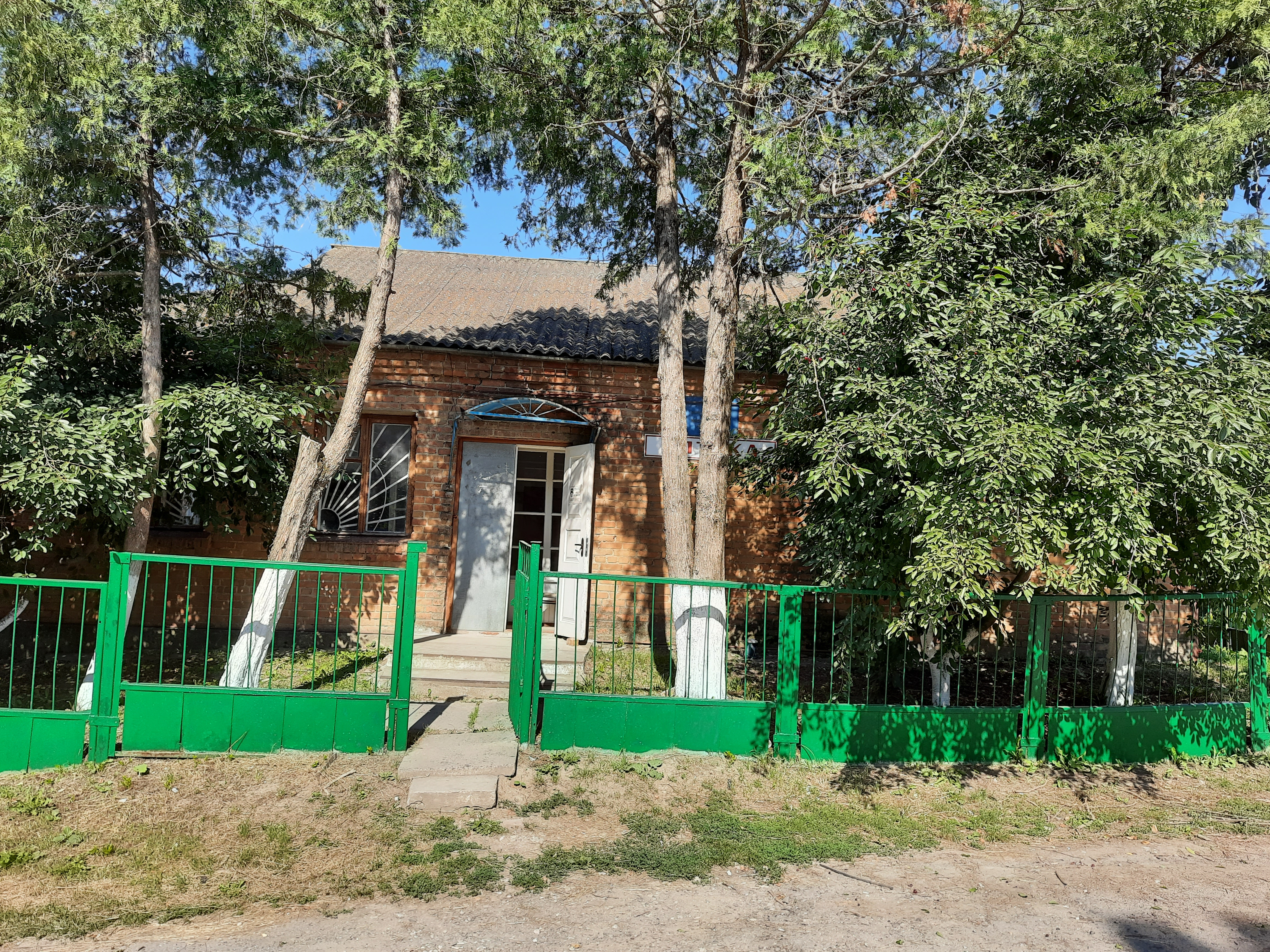
Аптека
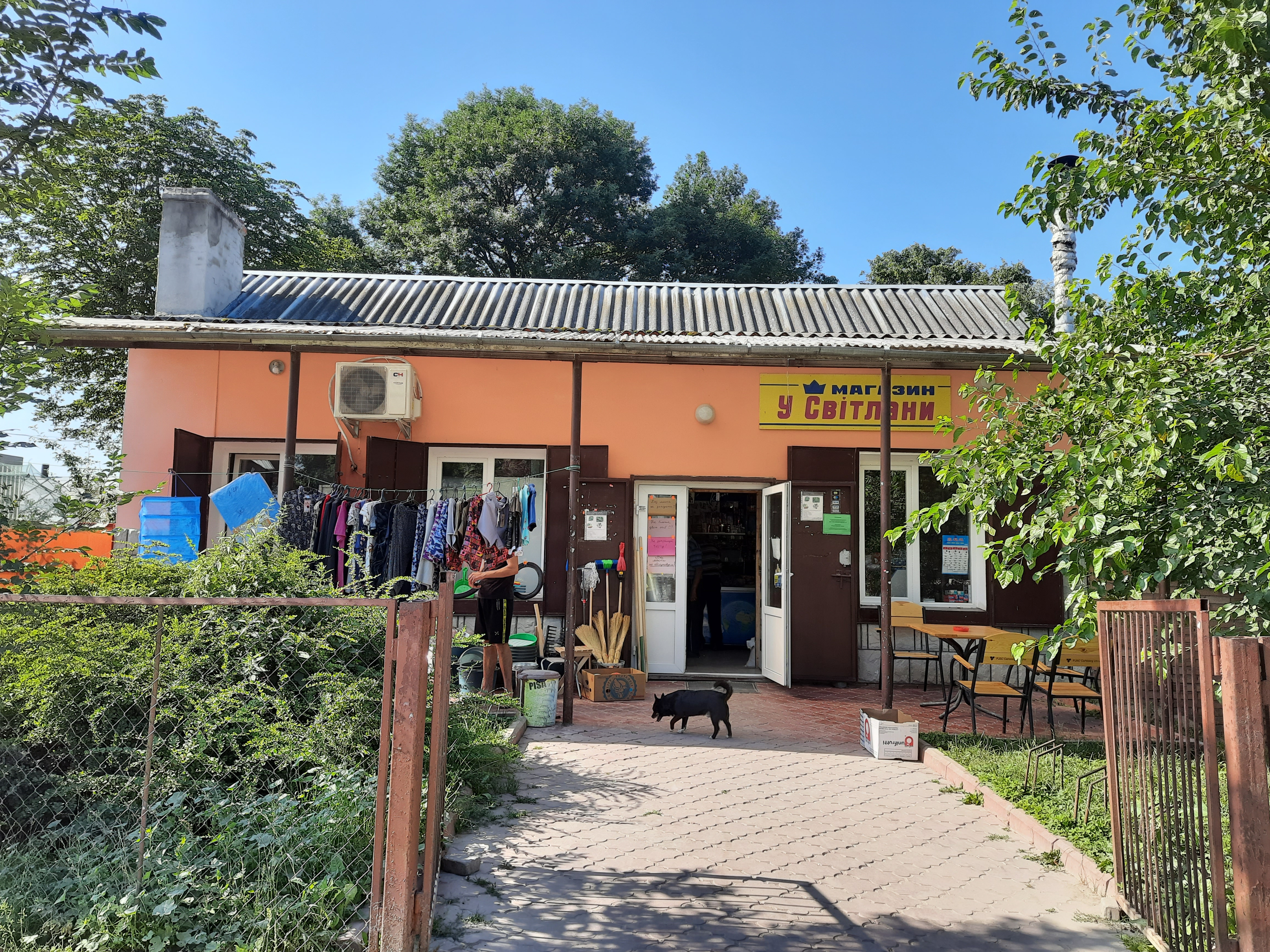
Крамниця
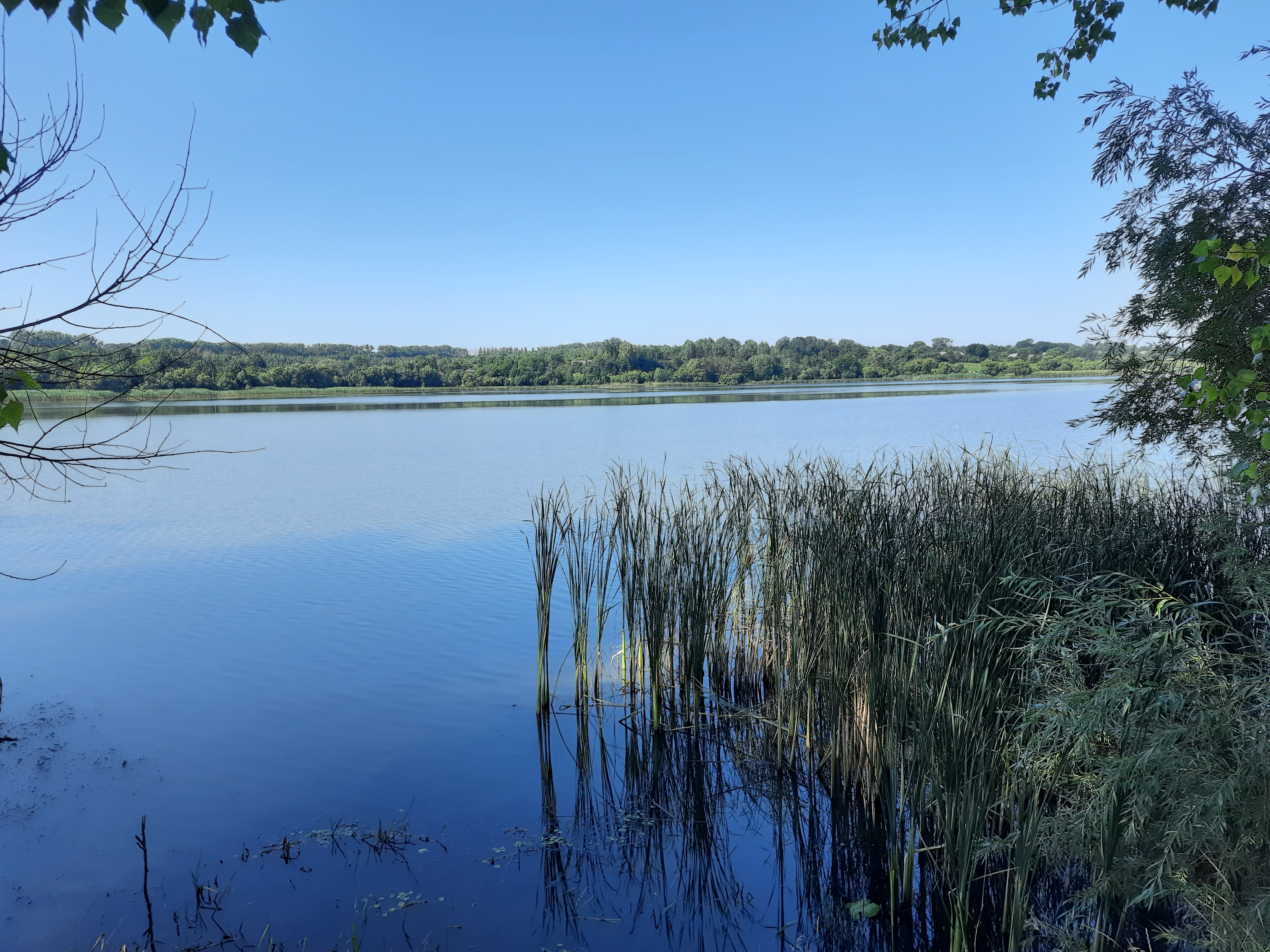
Став на річці Вовчок неподалік села